# مجمع الراشد
مجمع الراشد مركز تجاري يقع في الغرب من مركز مدينة الخبر في المملكة العربية السعودية. يقع المركز التجاري على الجانب الشمالي من طريق الملك عبد الله (طريق الظهران السابق) ومقابل طريق الملك خالد (طريق الملك فهد سابقا).

## التاريخ والتخطيط والخطة
بني المجمع على شكل حرف Y باللغة الإنجليزية في عام 1995 ويتكون من أربعة مستويات (ثلاثة مستويات للتسوق والطابق السفلي لمواقف السيارات). تتضمن الخطة الموسعة لعام 2006 افتتاح هايبر ماركت كارفور على الجانب الآخر مع طريق صغير مع مبنى متعدد الطوابق لمواقف السيارات إلى جانب ذلك مسجد منفصل.

## البناء
تم تصميم المركز التجاري من قبل شركة الراشد للتجارة والمقاولات المحدودة. حصل مجمع الراشد على شهادة تقديرية لتصميم المجمع من المجلس الدولي لمراكز التسوق.